# Leszek Kołakowski

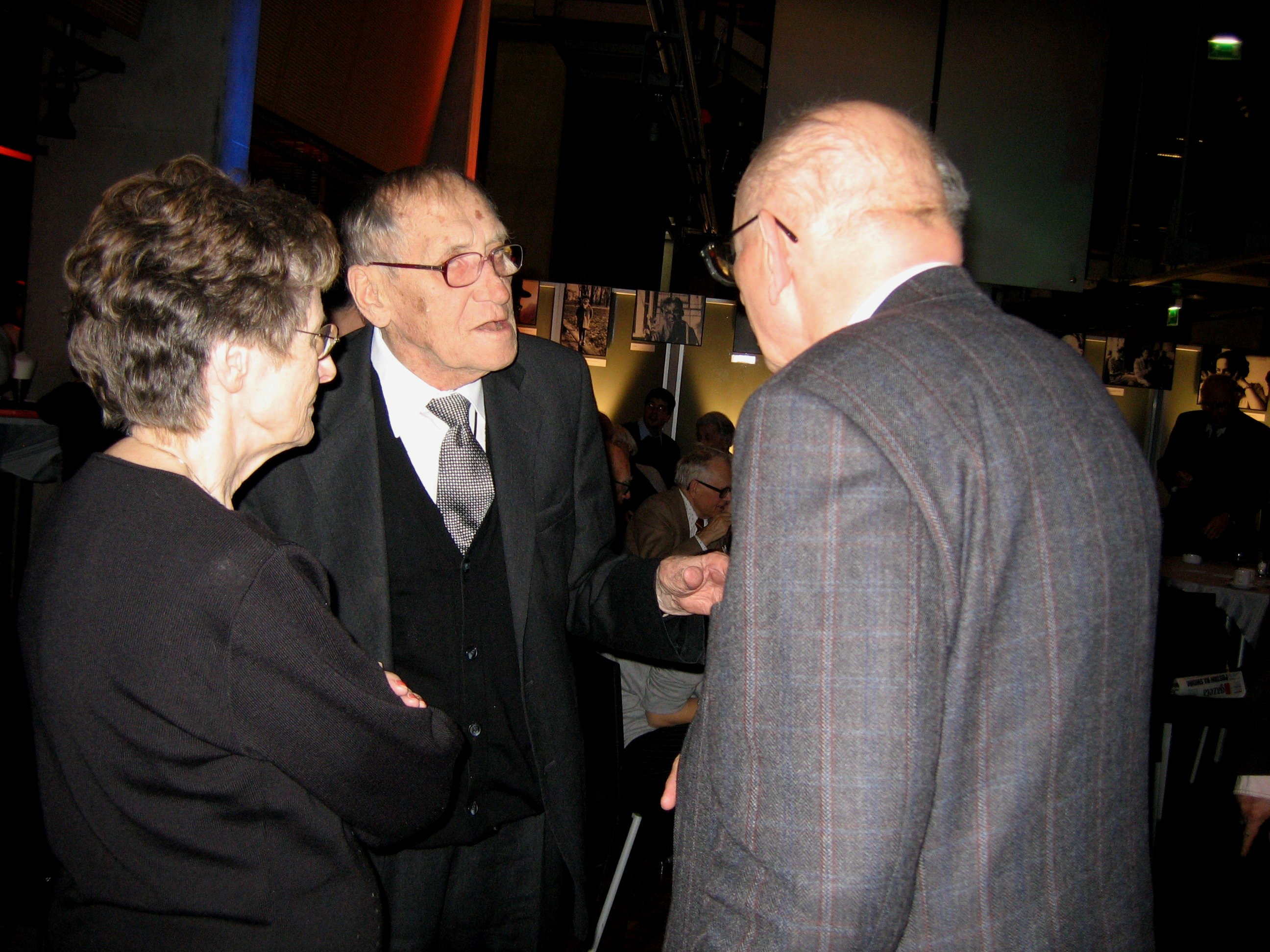
Leszek Kołakowski i Władysław Bartoszewski (a la dreta), Varsòvia (Polònia), 23 d'octubre de 2007.

Leszek Kołakowski (23 d'octubre de 1927, Radom, Polònia - 17 de juliol de 2009, Oxford, Anglaterra) fou un filòsof polonès important del panorama contemporani.
Kołakowski fou conegut per haver evolucionat des del marxisme envers un compromís intel·lectual contra els totalitarismes i implicar-se en moviments democràtics. Ja com a docent universitari realitzà una anàlisi crítica del pensament marxista, especialment en la seva reconeguda obra història en tres volums Els principals corrents del marxisme.
També ha escrit contes filosòfics.
Catedràtic d'història de la filosofia a Varsòvia, fou forçat a l'exili pel govern polonès el 1968, tot i que les seves obres van seguir circulant clandestinament. Des del 1970 va viure a Oxford i ensenyà a les universitats de Berkeley, Yale, Oxford i Chicago. Fou autor de més de trenta llibres, que reflecteixen el seu especial interés en les teories filosòfiques i teològiques que es troben en la civilització occidental. Entre els seus temes més recurrents hi ha la crítica al marxisme i als règims comunistes, alhora que una anàlisi dels corrents cristians dissidents.

## Obra
Algunes de les seves principals obres són:
- 1960 - L'home sense alternativa
- 1967 - El racionalisme com a ideologia i ètica sense codi
- 1971 - La filosofia positivista
- 1972 - La presència del mite
- 1973 - Vigència i caducitat de les tradicions cristianes.
- 1977 - Converses amb el Dimoni
- 1980 - Els principals corrents del marxisme
- 1995 - Si Déu no existeix: Sobre Déu, el Dimoni, el pecat i altres preocupacions de l'anomenada filosofia de la religió
- 2006 - La clau celeste: relats edificants de la història sagrada recollits per a alliçonament i advertència del lector. Converses amb el dimoni
- 2008 - Les preguntes dels grans filòsofs
- 2008 - 13 contes del regne de Lailònia

## Premis
Alguns dels premis que va rebre són:
- Premi Jurzykowski (1969),
- Premi de la Pau del Comerç Llibreter Alemany (1977)
- Premi Erasmus (1983),
- Premi Jefferson (1986),
- Premi Pen Club de Polònia (1988),
- Premi Kluge de la Biblioteca del Congrés als Estats Units (2004)
- Premi Jerusalem (2007) per la seva aportació a "la lluita per la llibertat de l'individu en la societat.